# NGC 5412
NGC 5412 ist eine linsenförmige Galaxie vom Hubble-Typ E-S0 im Sternbild Kleiner Bär. Sie ist schätzungsweise 326 Millionen Lichtjahre von der Milchstraße entfernt.
Das Objekt wurde am 18. Juni 1884 von Lewis A. Swift entdeckt.